# Кипар на Зимским олимпијским играма 1994.
Кипру је ово било пето учешће на Зимским олимпијским играма. Кипарску делегацију у Лилехамеру 1994. Норвешка представљала је једна такмичарка која се такмичила у алпском скијању.
Кипарски олимпијски тим је остао у групи земаља које нису освојиле ниједну медаљу.
Заставу Кипра на свечаном отварању и затварању Олимпијских игара 1994. носила је једина такмичарка Каролина Фатиоду.

## Алпско скијање

### Мушкарци
| Такмичарка       | Дисциплина      | Резултати | Резултати | Резултати | Резултати | Резултати         | Резултати |
| Такмичарка       | Дисциплина      | 1. трка   | 2. трка   | Укупно    | Заостатак | Пласман/уч. (ук.) | Детаљи    |
| ---------------- | --------------- | --------- | --------- | --------- | --------- | ----------------- | --------- |
| Каролина Фатиоду | Супервелеслалом |           |           | 1:43,97   | +21,82    | 46 / 46 (55)      |           |